# Forte de Laga

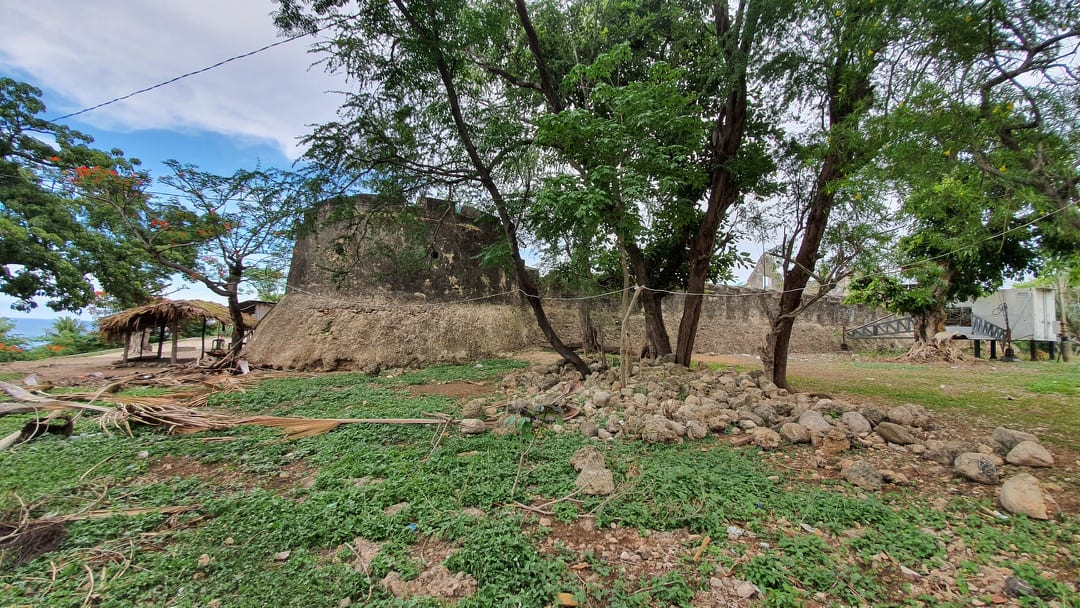
Das Fort von Laga (2020)

Das Forte de Laga ist ein portugiesisches Fort im osttimoresischen Ort Laga (Suco Soba, Gemeinde Baucau).
Es liegt auf einem kleinen Hügel, südlich der Hauptstraße. Die Mauern umschließen ein Quadrat. An zwei gegenüberliegenden Ecken steht jeweils ein Rundturm. Die Gebäude sind weitgehend verfallen. Von den Türmen aus hat man einen Blick landeinwärts bis zum Matebian, im Zentrum der Insel.

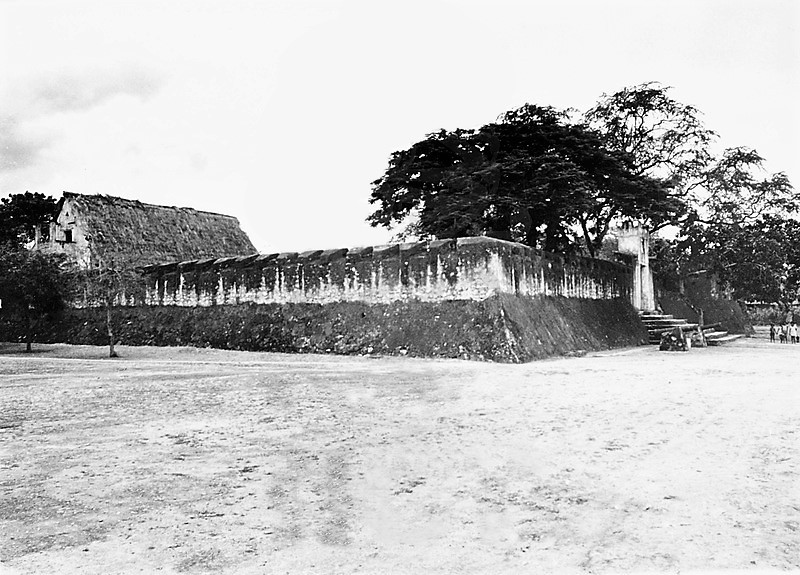
Die Festung 1973
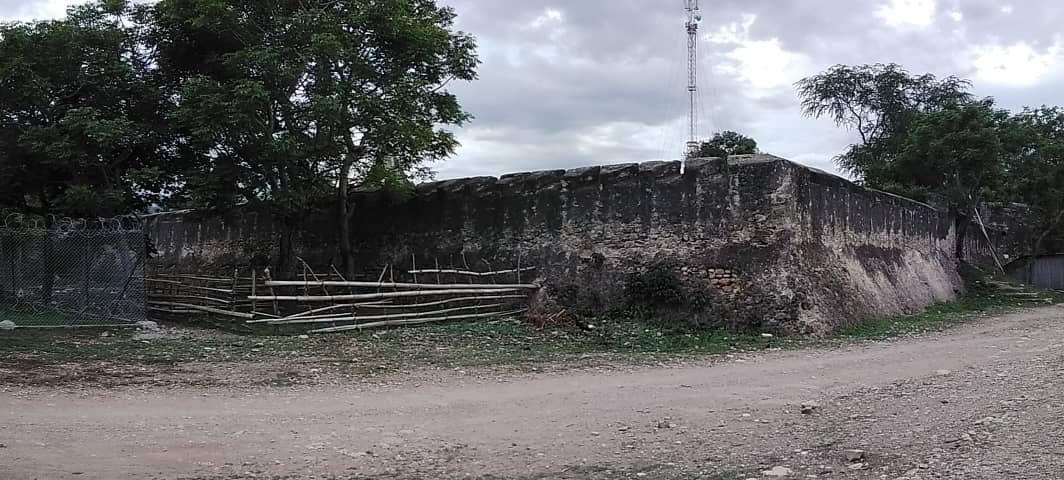
Die Festung 2020
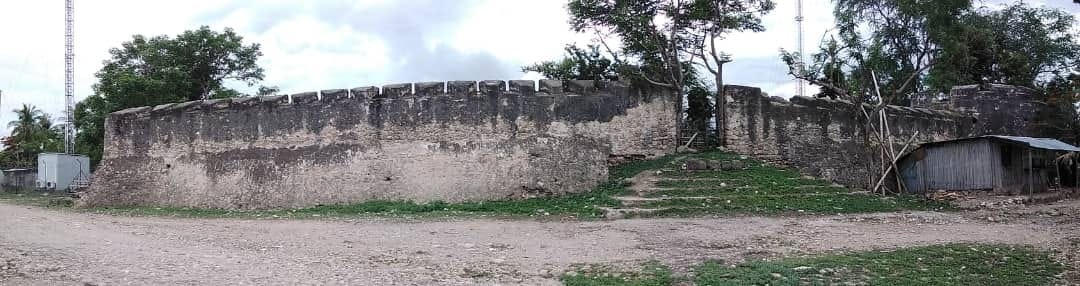
Die Festung 2020